# Teilchen (Backware)

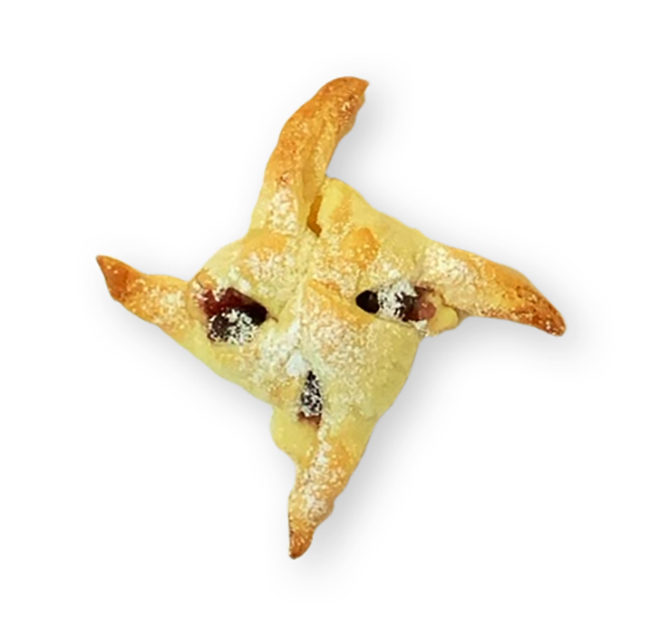
Puddingteilchen mit Kirschen

Teilchen ist, besonders im Rheinland, die Bezeichnung für kleine süße Standardbackwerke, die etwa handtellergroß sind und einzeln gebacken werden, im Gegensatz zu ganzen Kuchen oder Torten.
Dazu gehören beispielsweise kleine Hefegebäcke, Schnecken, Amerikaner, Schweinsohren, Nussecken, Pudding- und Plunderteilchen. Häufig sind Teilchen mit Zuckerguss versehen oder mit Obst belegt. Man isst sie meist zum Nachmittagskaffee und ohne festlichen Anlass.
Eindeutig im Gebrauch ist der Begriff außer in Nordrhein-Westfalen auch in Rheinland-Pfalz, in Hessen und im westlichen Niedersachsen. Möglicherweise dient er dazu, den Unterschied zu dem Süßgebäck hervorzuheben, das erst nach dem Backen in Stücke geschnitten wird. In anderen Gegenden werden Teilchen auch als Stückchen, Kaffeestückchen oder süße Stücke bezeichnet. In Luxemburg heißen sie Mëtschen oder Kaffiskichelcher, in der Schweiz Stückli.
Der rheinische Büttenredner Willibert Pauels definierte den Begriff humorig, aber recht anschaulich: „Teilchen kauft man, wenn es Besuch gibt und Kuchen zu schade wäre, Plätzchen aber zu geizig aussehen würden“.